# Beach handball
Il beach handball, detto anche pallamano da spiaggia, è uno sport di squadra nato intorno al 1990 in Italia come variante praticata su sabbia e all'aperto della pallamano. Il campo di gioco deve essere ampio 27 m x 12 m. L'area di gioco deve essere ampia 5 m x 12 m. Le porte devono avere l'ampiezza di 3 m x 2 m. La sabbia deve avere una profondità di almeno 40 cm. L'area di porta, a differenza della pallamano indoor, non è a semicerchio, ma rettangolare.

## Storia
Il beach handball nacque in Italia intorno al 1990 da un'idea del professor Gianfranco Briani del C.O.N.I., che intendeva sfruttare la buona competenza italiana nell'ambito del nascente beach volley per rendere popolare anche la pallamano, in Italia ancora uno sport minore. La Federazione Italiana Gioco Handball (presidente Ralf Dejaco) diede incarico nel 1992 ad un Comitato Organizzatore (COHB) di promuovere questo progetto di disciplina sportiva. Il Comitato Organizzatore di Handball Beach, presieduto da Gianni Buttarelli (sponsor della SS Lazio Sequax Pallamano) con il supporto di Franco Schiano (presidente Gaeta handball 84), Gianfranco Briani ed Emanuele Testa, iniziò ad esportare sui litorali italiani questa nuova disciplina open air.
Il primo torneo di beach si svolse a S.Antonio di Ponza, piccola isola nel Sud Italia, nel settembre 1992. Le squadre partecipanti furono il Gaeta Handball 84, Ciampino, Roma Populinier, Lazio Sequax e una rappresentativa degli Urali, il Polyot di Celjabinsk. Il Professore Luciano Bartolini, membro della Commissione Scuola della FIGH scrisse le regole dello sport nascente introducendo le regole più spettacolari di altri sport. Questo regolamento fu presentato a Formia al Centro di Preparazione Olimpica nel corso di un convegno di studio promosso dalla Federazione e dal COHB. In seguito, nel corso di un congresso della IHF (International Handball Federation) nei Paesi Bassi, a Noordwijk ann Zee, 136 nazioni inserirono per la prima volta questa nuova disciplina nei loro statuti nazionali.

## Il gioco
La gara, divisa in due set della durata di 10 minuti ciascuno, viene disputata da due squadre composte da quattro giocatori ciascuna, tre giocatori di movimento e un portiere. Ogni squadra ha a disposizione quattro riserve. Lo scopo del gioco è segnare più reti nella porta avversaria, passandosi e tirando la palla da pallamano, con le mani. Punti extra vengono dati in occasioni particolarmente spettacolari, per esempio in azioni al volo (tiro di Kempa o Kung-fu), gol del portiere, gol su rigore. Un altro tipo di goal che vale 2 punti è quello effettuato dallo specialist, un giocatore che entra il campo al posto del portiere, con una divisa uguale ad esso.
È molto importante l'effettuazione dei cambi : sia per quanto riguarda la tempistica, sia il luogo di attuazione : ad esempio il portiere deve uscire sempre dalla sua area per effettuare il cambio con lo specialist, il quale a sua volta per un regolare cambio, deve sempre mettere un piede in area prima di entrare nel campo da gioco.
La squadra che, al termine di ogni set, sia riuscita a segnare più reti nella porta avversaria, vince il set. In caso di parità allo scadere dei dieci minuti, il set prosegue ad oltranza e viene vinto dalla prima squadra che riesce a mettere a segno una rete (golden goal). A differenza della pallamano indoor, non esiste il pareggio.
Nel caso una squadra vinca entrambi i set, questa si aggiudica la partita con il risultato di 2:0.
Qualora le due squadre vincano un set per parte, la partita viene decisa da una serie di tiri denominata shoot out. Negli shoot out, cinque giocatori di ogni squadra devono tirare gli shoot out, due giocatori di movimento, il portiere e il giocatore che tirerà lo shoot out, si passano la palla e cercano di segnare, tipicamente con una delle azioni spettacolari che assegnano maggior punteggio. Se anche tirando gli shoot out, le squadre vanno entrambe in pareggio, il portiere della squadra avente la palla, deve tirare lo shoot out, per cambiare il punteggio. 
La squadra che vince gli shoot out, si aggiudica la partita con il risultato di 2:1.

## Principali competizioni
Il beach handball non è uno sport olimpico. Le principali competizioni internazionali sono:
Il Campionato mondiale di beach handball, sia maschile che femminile, viene disputato ogni due anni, negli anni pari, a partire dal 2004. Nel 2017 viene istituito il Campionato mondiale giovanile di beach handball
Il Campionato europeo di beach handball, sia maschile che femminile, si disputa dal 2000. Dal 2007 è a cadenza biennale negli anni dispari.
Dal 2001 fa parte dei World Games.
A differenza della competizione maggiore, questa versione dell'handball ha regalato maggiori soddisfazioni all'Italia.
La nazionale italiana femminile si è laureata campione d'Europa a luglio 2009 in Norvegia e ha vinto i World Games, sempre a luglio 2009, disputati a Taiwan.
L'Italia under 19 maschile è arrivata terza agli Europei del 2011 in Croazia.
Le prime due edizioni, 2006 e 2007 furono vinte dalla Pallamano Ambra e, l'edizione successiva,quella del 2008, dal Prato.
Nel 2012 il campionato italiano è stato vinto dalla Pallamano Grosseto (I squadra A e II squadra B), che ha vinto anche negli anni 2009 e 2010, Pallamano Oderzo vincente nel 2011, Pallamano Grosseto II nel 2011.